# Harpogonopus confluentus
Harpogonopus confluentus är en mångfotingart som beskrevs av Loomis 1960. Harpogonopus confluentus ingår i släktet Harpogonopus och familjen Nearctodesmidae. Inga underarter finns listade i Catalogue of Life.